# LGA1356

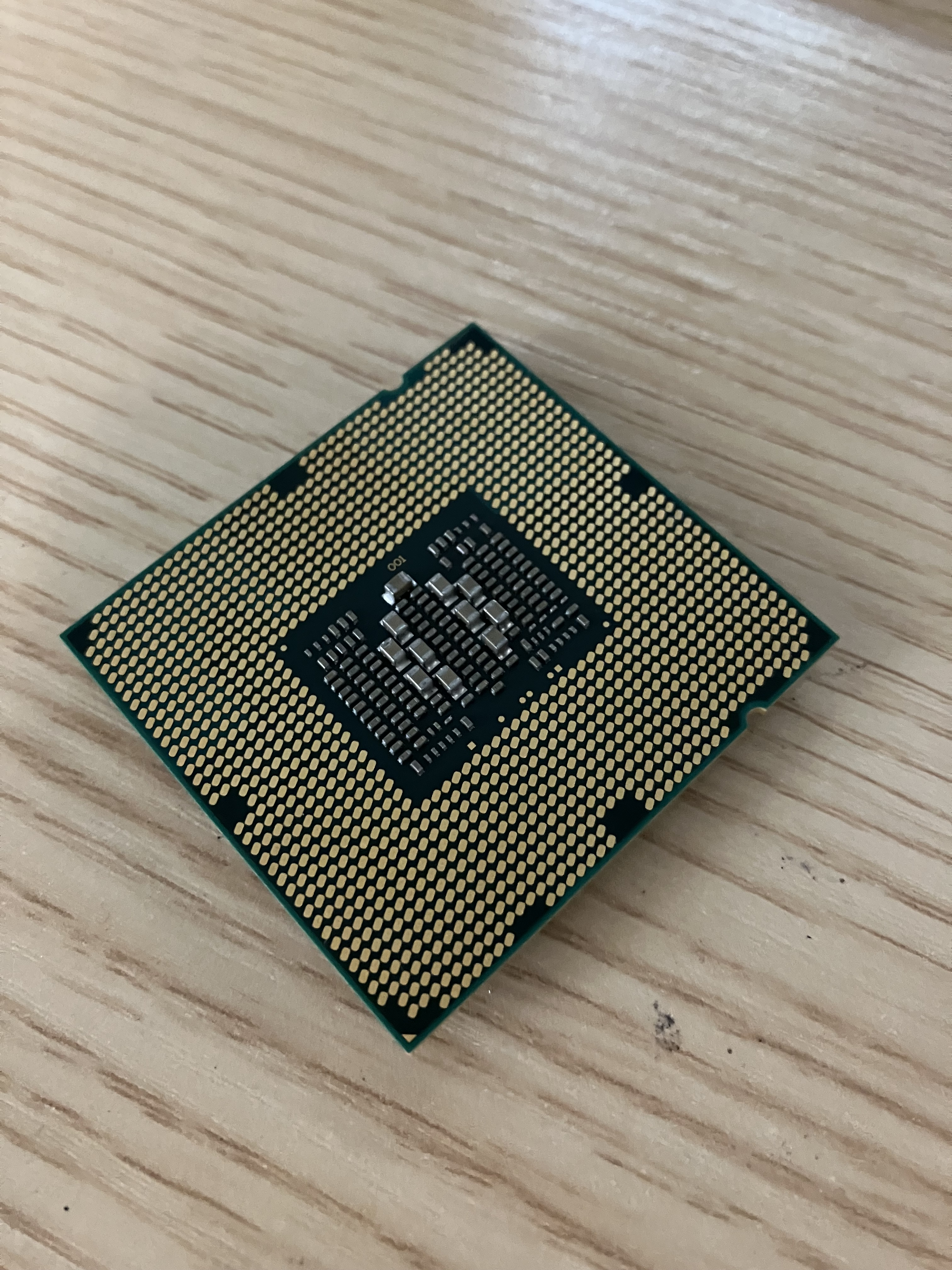
(裏）

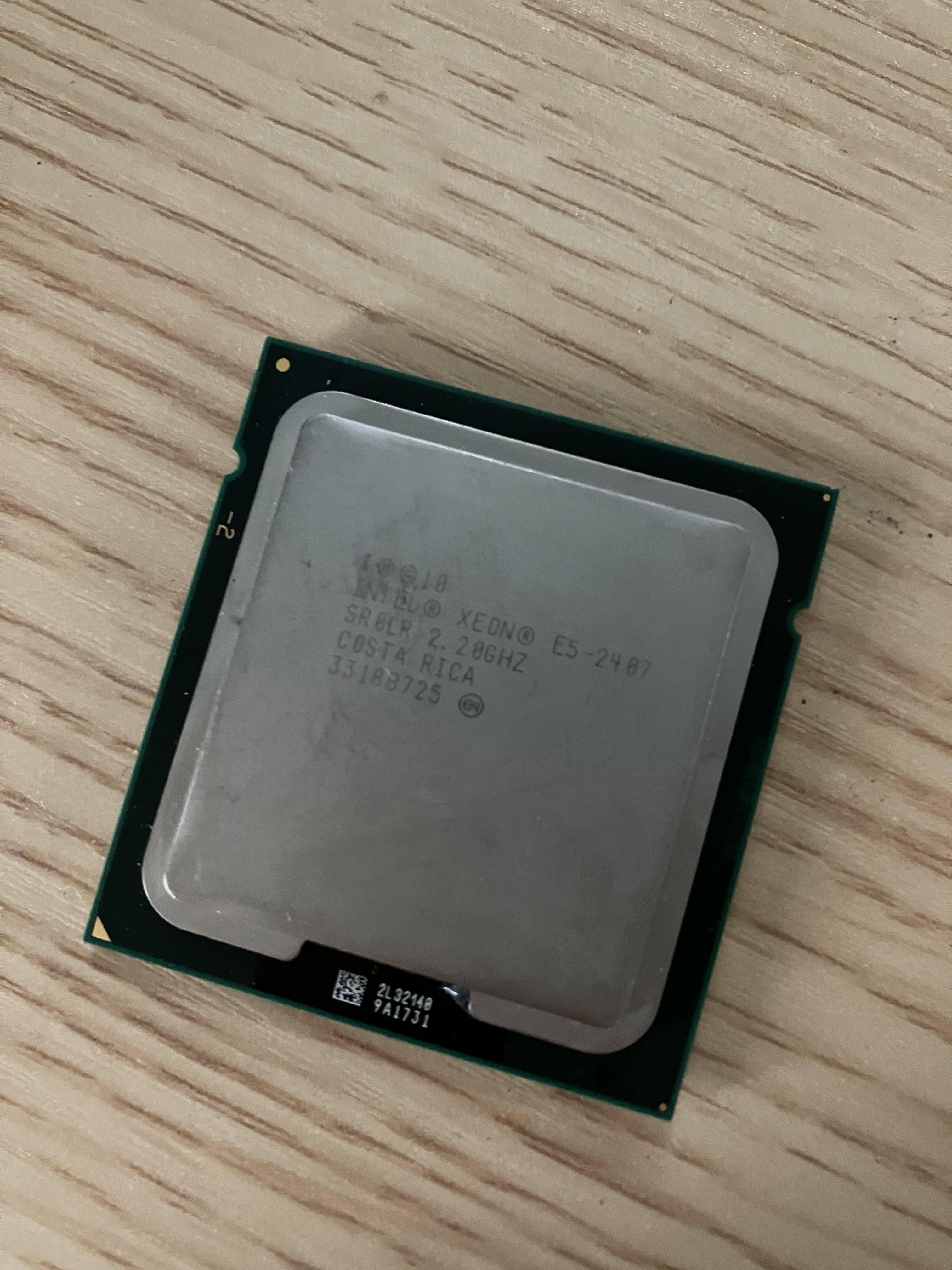
CPU Intel Xeon E5-2407 FCLGA1356

LGA1356（別名：Socket B2）は、ランド・グリッド・アレイ (Land grid array) を採用したインテル製CPU用ソケットで、LGA1366の後継にあたる規格の1つである。

## 概要
Sandy Bridge の Xeon E5-2400 サーバ向けCPUソケットとして2012年第二四半期に発表され、さらに後継CPUである Ivy Bridge の Xeon E5-2400 v2 ファミリーにも引き継がれた。
なおその後リリースされた Haswell の Xeon E5-2400 v3 ファミリーにおいてもLGA1356を採用しているが旧来のマザーボードとは互換性がなく、これを「LGA1356-3」としている文献もある（上位機種で採用されている LGA2011 においても同様に Haswell へとモデルチェンジされた際に互換性がなくなり、「LGA2011-3」とする文献もある）。
DDR3 SDRAMを使用し、3チャネルまでサポートする。CPUクーラーを取り付けるマザーボード側の穴ピッチは、先代規格のLGA1366と同様80mm四方とされた。

## 採用製品

### LGA1356 (Socket B2)
概ね LGA2011 の下位規格となる。
CPU
- Intel
  - Sandy Bridge-EN
  - Ivy Bridge-EN

チップセット
- Intel
  - Intel C600 Series
  - Intel 6 Series（インテル公式サポート外）
  - Intel 7 Series（インテル公式サポート外[2]）

### LGA1356-3 (Socket B3)
概ね LGA2011-3 の下位規格となる。
CPU
- Intel
  - Haswell-EN